# Pavel Pinni
Pavel Pinni, slovenski nogometni trener, * 5. december 1950, Šempeter pri Gorici.
Pinni je leta 2001 prevzel mesto glavnega trenerja pri Gorici in jo popeljal do treh zaporednih naslov slovenskega državnega prvaka v sezonah 2003/04, 2004/05 in 2005/06 ter slovenskega pokalnega zmagovalca leta 2002. Kasneje je treniral še Celje in Primorje.